# Rhys Healey
Pour les articles homonymes, voir Healey.
Rhys Healey, né le 6 décembre 1994 à Manchester, est un footballeur anglais qui évolue au poste d'attaquant à Huddersfield Town.

## Biographie

### Jeunes années
Rhys James Evitt-Healey, dit Rhys Healey, est né le 6 décembre 1994 dans la ville de Manchester, située au nord de l'Angleterre. Il rejoint le centre de formation du Connah's Quay Nomads en 2009.

### Connah's Quay Nomads (2011-2013)
Healey fait ses débuts senior pour le club en entrant en jeu lors d'une victoire 6-1 contre le Caersws FC en seconde division galloise. Il dispute dix matches au cours de la saison 2011-2012, tandis que le club monte en première division. Healey marque douze buts en championnat au cours de la saison 2012-2013. Ses performances attirent l'attention de clubs anglais et le jeune joueur effectue des essais avec Stoke City et Manchester City.

### Cardiff City et enchaînement de prêts  (2013-2019)
Le 28 janvier 2013, Healey signe au Cardiff City. Toutefois, le joueur doit attendre plus d'un an avant de disputer un match officiel et découvre la Premier League le 11 mai 2014, en remplaçant Craig Bellamy contre Chelsea (défaite 1-2). Le club est relégué à l'issue de la saison 2013-2014 et l'avenir de Healey semble compromis.
En septembre 2014, Healey est prêté au Colchester United, club évoluant en League One. 
Healey n'entre pas dans les plans de Cardiff à son retour à l'été 2015 et enchaîne les prêts. Le 1er septembre 2015, il rejoint en prêt le club écossais du Dundee FC jusqu'en janvier 2016. Healey joue un total de sept matches pour le club, marquant une fois lors d'une défaite 2-1 contre Kilmarnock, avant que son prêt ne soit écourté à cause d'une blessure.
Le 31 août 2016, Healey est prêté à Newport County jusqu'en janvier 2017. 
À son retour, Healey se retrouve placé sur le banc de Cardiff pour la première fois en trois ans contre Aston Villa. Le 21 janvier, il inscrit le but de la victoire contre Burton Albion, après son entrée en jeu. Au cours de son deuxième match en tant que titulaire pour les Bluebirds en février, Healey subi une grave blessure au genou, l'excluant des terrains pendant neuf mois.
Au cours de sa convalescence, Healey paraphe un nouveau contrat de deux ans et demi à Cardiff, avant de faire son retour le 26 décembre 2017 contre Fulham. Il rejoint Torquay United en prêt en mars 2018 pour le reste de la saison 2017-2018. Il marque six fois en huit apparitions, dont un triplé lors d'une défaite 4-3 à Guiseley (en).

### Milton Keynes Dons  (2019-2020)
Après un prêt convaincant au Milton Keynes Dons lors de la saison 2018-2019 où il inscrit huit buts, Healey s'engage avec le club le 16 juillet 2019.
La saison 2019-2020 est une réussite individuelle pour l'Anglais qui inscrit douze buts en League One et est élu meilleur joueur du club par ses coéquipiers.

### Toulouse FC (2020-2023)

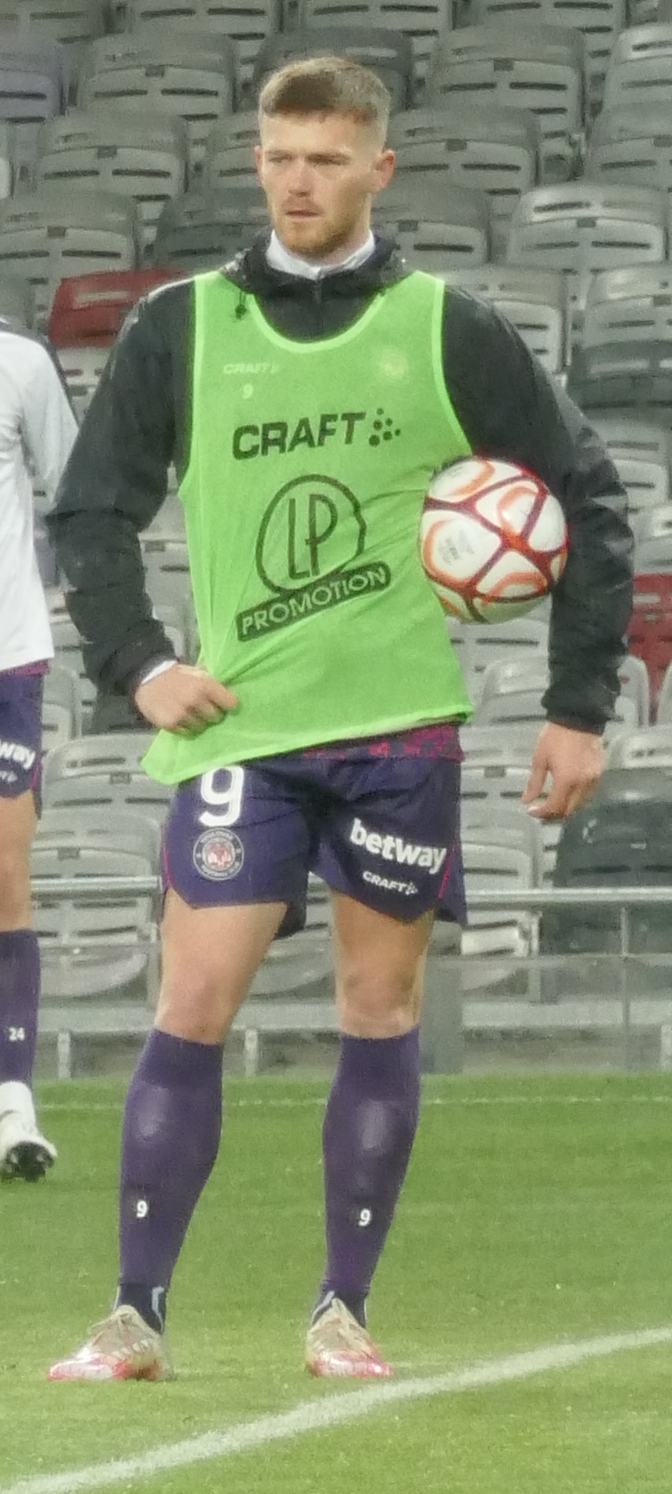
Rhys Healey le 19 janvier 2022.

#### Saison 2020-2021
Le 27 août 2020, Healey signe au Toulouse FC et dispute ses premières minutes toulousaines le 14 septembre 2020 en remplaçant Efthýmis Kouloúris contre Sochaux lors de la troisième journée de Ligue 2. Entré en jeu, il marque son premier but sous ses nouvelles couleurs le 26 septembre en profitant d'une frappe repoussée par le gardien contre l'AJ Auxerre lors de la cinquième journée. Sa réalisation conclut un succès 3-1 au Stadium, première victoire des Violets depuis octobre 2019. Le 22 décembre, il entre dans l'histoire du club en étant le seul joueur a marquer à chacune de ses six titularisations avec sept buts. Healey est élu joueur du mois de décembre et fait partie de l'équipe-type de la mi-saison. 
Le 27 février 2021, contre Amiens (3-0), Healey atteint la barre symbolique des 10 buts. Le 15 mai, il inscrit son premier triplé pour les Violets lors de la dernière journée de championnat face à l'USL Dunkerque permettant au club d'arracher un nul 3-3. L'Anglais clôt la saison régulière avec 14 réalisations en Ligue 2, ce qui le place parmi les meilleurs buteurs du championnat, tandis que Toulouse termine troisième au classement, place synonyme de barrages. Directement qualifié pour le second match des barrages entre clubs de Ligue 2, Toulouse affronte Grenoble et s'impose 3-0 à domicile, Healey marquant le dernier but des siens qui valide l'accès au barrage de promotion, opposition en deux manches face au 18e de Ligue 1. Opposés au FC Nantes, les Toulousains s'inclinent 1-2 au match aller et, malgré une victoire 0-1 au retour, restent en Ligue 2.

#### Saison 2021-2022
Le 20 novembre 2021, il inscrit un quadruplé lors de la victoire de Toulouse contre Sochaux (4-1) concurrent direct pour la montée. Il porte alors son total à 12 buts en 15 matchs de Ligue 2 lors de la saison 2021-2022. Devenu la nouvelle coqueluche du Stadium, il possède même sa propre chanson scandée en cœur par les supporters toulousains ; « Healey's on fire, your defense is terrified »,. À la mi-saison 2021-2022, Rhyssy est meilleur buteur de Ligue 2 avec 13 buts en 18 matchs tandis que Toulouse est vice-champion d'automne, à un point derrière l'AC Ajaccio.
Le 9 avril, Healey porte son total de buts à 19 en 29 matchs en inscrivant un triplé contre Guingamp (score final 2-4), ce qui fait de lui le meilleur buteur du championnat de Ligue 2, devant Alexandre Mendy qui lui est à 16 buts. Une semaine plus tard, il marque son 20e but de la saison face à Quevilly-Rouen. Il affirme en interview de fin de match que cette saison est la meilleure de sa carrière sur le plan personnel et collectif. Blessé aux adducteurs lors de la rencontre contre Niort le 25 avril, sa saison se termine trois journées avant la fin du championnat. Le TFC est sacré champion de Ligue 2 le 7 mai à la suite de son succès à domicile face à Nîmes.

#### Saison 2022-2023
Au mercato, l'arrivée du buteur néerlandais Thijs Dallinga cause un début de saison sur le banc pour l'anglais. Le 14 août 2022, lors de la 2e journée de Ligue 1, Healey inscrit son premier but dans ce championnat contre Troyes (victoire 0-3) d'une frappe croisée à l'entrée de la surface. Le 22 août 2023, son club annonce que le joueur a contracté une rupture des ligaments croisés du genou gauche lors de son match face à Lorient . 
Après une longue convalescence durant laquelle ses coéquipiers vont remporter la coupe de France et amener le club promu à une 13e place en championnat, il rechute en jouant avec la réserve début mai mais est finalement apte pour le dernier match de Ligue 1 de la saison face à l'AS Monaco au stade Louis-II. Entrant à la 90e minute, il marque d'une frappe à l'entrée de la surface à la 94e minute et offre la victoire à son équipe (2-1), marquant à l'occasion le dernier but toute équipe confondue de la Ligue 1 2022-2023, et le seul but dans le temps additionnel de son équipe durant la saison. 

### Watford FC (2023-2024)

#### Saison 2023-2024
En juin 2023, Rhys Healey quitte Toulouse, avec qui il est en fin de contrat, et s'engage pour deux ans avec le club londonien de Watford FC en Championship, la deuxième division anglaise,,. Il y vit un début de saison compliqué, où il joue peu, et inscrit son premier but le 9 décembre en arrachant l'égalisation contre Southampton  dans les arrêts de jeu,. Le 23 décembre, Healey se montre de nouveau décisif en sortant du banc et offre une victoire 1-2 sur la pelouse de Blackburn en fin de match.

### Huddersfield Town (depuis 2024)

#### Saison 2024-2024
Très peu utilisé par Watford, Healey s'engage au Huddersfield Town AFC le 19 janvier 2024, où il signe un contrat de deux ans et demi. Il rejoint un club, également pensionnaire de Championship, qui connaît un début de saison difficile, étant alors à la 20e place du classement sur 24 équipes engagées,.

## Statistiques
| Saison                | Club                      | Championnat           | Championnat | Championnat | Championnat | Coupe nationale | Coupe nationale | Coupe nationale | Coupe de la Ligue | Coupe de la Ligue | Coupe de la Ligue | Autres compétitions | Autres compétitions | Autres compétitions | Autres compétitions | Total | Total | Total |
| Saison                | Club                      | Division              | M.          | B.          | P.d.        | M.              | B.              | P.d.            | M.                | B.                | P.d.              | Comp.               | M.                  | B.                  | P.d.                | M.    | B.    | P.d.  |
| 2011-2012             | Connah's Quay Nomads      | Cymru Alliance        | 10          | 3           | -           | 2               | 2               | -               | -                 | -                 | -                 | -                   | -                   | -                   | -                   | 12    | 5     | 0     |
| 2012-2013             | Connah's Quay Nomads      | Weslh Premier League  | 19          | 12          | -           | -               | -               | -               | 2                 | 2                 | -                 | -                   | -                   | -                   | -                   | 21    | 14    | 0     |
| Sous-total            | Sous-total                | Sous-total            | 29          | 15          | -           | 2               | 2               | -               | 2                 | 2                 | -                 | -                   | -                   | -                   | -                   | 33    | 19    | 0     |
| 2013-2014             | Cardiff City              | Premier League        | 1           | 0           | 0           | -               | -               | -               | -                 | -                 | -                 | -                   | -                   | -                   | -                   | 1     | 0     | 0     |
| 2014-2015             | Cardiff City              | Championship          | 0           | 0           | 0           | -               | -               | -               | -                 | -                 | -                 | -                   | -                   | -                   | -                   | 0     | 0     | 0     |
| 2015-2016             | Cardiff City              | Championship          | 0           | 0           | 0           | -               | -               | -               | -                 | -                 | -                 | -                   | -                   | -                   | -                   | 0     | 0     | 0     |
| 2016-2017             | Cardiff City              | Championship          | 7           | 1           | 0           | -               | -               | -               | -                 | -                 | -                 | -                   | -                   | -                   | -                   | 7     | 1     | 0     |
| 2017-2018             | Cardiff City              | Championship          | 3           | 0           | 0           | 2               | 0               | 0               | -                 | -                 | -                 | -                   | -                   | -                   | -                   | 5     | 0     | 0     |
| 2018-2019             | Cardiff City              | Premier League        | 3           | 0           | 0           | -               | -               | -               | -                 | -                 | -                 | -                   | -                   | -                   | -                   | 3     | 0     | 0     |
| Sous-total            | Sous-total                | Sous-total            | 14          | 1           | 0           | 2               | 0               | 0               | -                 | -                 | -                 | -                   | -                   | -                   | -                   | 16    | 1     | 0     |
| 2014-2015             | Colchester United (prêt)  | League One            | 21          | 4           | 1           | 1               | 0               | 0               | 1                 | 0                 | 0                 | -                   | -                   | -                   | -                   | 23    | 4     | 1     |
| 2015-2016             | Dundee FC (prêt)          | Premiership           | 7           | 1           | 0           | -               | -               | -               | -                 | -                 | -                 | -                   | -                   | -                   | -                   | 7     | 1     | 0     |
| 2016-2017             | Newport County FC (prêt)  | League One            | 17          | 6           | 2           | 4               | 1               | 0               | -                 | -                 | -                 | EFL                 | 2                   | 0                   | 0                   | 23    | 7     | 2     |
| 2017-2018             | Torquay (prêt)            | National League       | 8           | 6           | -           | -               | -               | -               | -                 | -                 | -                 | -                   | -                   | -                   | -                   | 8     | 6     | 0     |
| Sous-total            | Sous-total                | Sous-total            | 53          | 17          | 3           | 5               | 1               | 0               | 1                 | 0                 | 0                 | -                   | 2                   | 0                   | 0                   | 61    | 18    | 3     |
| 2018-2019             | Milton Keynes Dons (prêt) | League Two            | 18          | 8           | 3           | 1               | 0               | 0               | 1                 | 0                 | 0                 | EFL                 | 1                   | 1                   | 0                   | 21    | 9     | 3     |
| 2019-2020             | Milton Keynes Dons        | League One            | 18          | 11          | 2           | -               | -               | -               | 1                 | 1                 | 0                 | EFL                 | 1                   | 0                   | 0                   | 20    | 12    | 2     |
| Sous-total            | Sous-total                | Sous-total            | 36          | 19          | 5           | 1               | 0               | 0               | 2                 | 1                 | 0                 | -                   | 2                   | 1                   | 0                   | 41    | 21    | 5     |
| 2020-2021             | Toulouse FC               | Ligue 2               | 32          | 14          | 1           | 1               | 0               | 1               | -                 | -                 | -                 | Barrages            | 3                   | 1                   | 0                   | 36    | 15    | 2     |
| 2021-2022             | Toulouse FC               | Ligue 2               | 32          | 20          | 3           | 5               | 2               | 0               | -                 | -                 | -                 | -                   | -                   | -                   | -                   | 37    | 22    | 3     |
| 2022-2023             | Toulouse FC               | Ligue 1               | 4           | 2           | 0           | -               | -               | -               | -                 | -                 | -                 | -                   | -                   | -                   | -                   | 4     | 2     | 0     |
| Sous-total            | Sous-total                | Sous-total            | 68          | 36          | 4           | 6               | 2               | 1               | -                 | -                 | -                 | -                   | 3                   | 1                   | 0                   | 77    | 39    | 5     |
| 2023-2024             | Watford FC                | Championship          | 11          | 2           | 1           | 1               | 0               | 0               | 1                 | 0                 | 0                 | -                   | -                   | -                   | -                   | 13    | 2     | 1     |
| 2023-2024             | Huddersfield Town         | Championship          | 1           | 0           | 0           | -               | -               | -               | -                 | -                 | -                 | -                   | -                   | -                   | -                   | 1     | 0     | 0     |
| Total sur la carrière | Total sur la carrière     | Total sur la carrière | 212         | 90          | 13          | 17              | 5               | 1               | 6                 | 3                 | 0                 | -                   | 7                   | 2                   | 0                   | 242   | 100   | 14    |

## Palmarès
Avec le Connah's Quay Nomads, il remporte le championnat de deuxième division galloise en 2012.
Au Toulouse FC, il est champion de France de Ligue 2 en 2022.

## Distinctions personnelles et records
Avec le club du Milton Keynes Dons, il est élu meilleur joueur de la saison par ses coéquipiers en League One, pour la saison 2019-2020.
Au Toulouse FC, Rhys est élu Joueur du mois de Ligue 2 en décembre 2020 et en novembre 2021. 
Il est nommé dans l'équipe-type de la mi-saison de ligue 2 lors de la saison 2020-2021.
Lors de la saison 2021-2022, il remporte le titre de meilleur buteur de Ligue 2 (20 buts).
Il est nommé dans l'équipe type de Ligue 2 aux Trophées UNFP du football 2022.